# Physematium cystopteroides
Physematium cystopteroides — вид родини вудсієвих (Woodsiaceae), ендемік Мексики.

## Середовище проживання
Ендемік Мексики (Чихуахуа, Дуранго, Сіналоа, Сонора).
Голотип зібраний у сосновому лісі на висоті 1.8–2.2 км. Населяє скелястий схил у відкритому сосново-дубовому лісі.